# Коршак, Юрий Фёдорович
Юрий Фёдорович Коршак (29 января 1930, Оренбург — 30 мая 2000, Санкт-Петербург) — выдающийся советский и российский спортивный журналист и писатель, историк спорта.

## Биография
Петербургский журналист и историк спорта родился 29 января 1930 года в Оренбурге. В 1953 году окончил исторический факультет Ленинградского университета им. А. А. Жданова. Профессионал высочайшего класса, человек-легенда ленинградско-петербургской спортивной журналистики.
Несколько десятков лет он был ведущим спортивным репортером и обозревателем ленинградской — петербургской прессы. С середины 60-х годов спортивный обозреватель ленинградской газеты «Смена».
Сотрудничал с изданиями «Аргументы и факты», «Бизнес-шанс» и многими другими. Последним местом работы была радиостанция «Модерн».
Скончался в мае 2000 года во время отлучки с чемпионата мира по хоккею в Санкт-Петербурге, пресс-центр которого он возглавлял.
Семья:
Отец — Федор Афанасьевич Коршак (1907—1982) работал преподавателем геодезии в Ленинградском Горном институте, ЛИИЖТе, Дагестанском Университете.
Мать — Коршак Екатерина Васильевна (1904 −1998) была медработником
Жена — Вишнякова Тамара Михайловна (1931—2008) работала в библиотеке Ленинградского финансово-экономического института им. Н. А. Вознесенского
Дети — Коршак Юлия Юрьевна (1960—2003) окончила ЛФЭИ им. Н. А. Вознесенского, работала экономистом
Коршак Александра Юрьевна — журналист, работает в Санкт-Петербурге

## Книги
- Коршак Ю. Ф. / Старый, старый футбол. — М. ФиС: 1975. — 118 с.: ил.
- Коршак, Юрий Федорович / Улыбки «Золотой богини». — Издательство: Лениздат, 1966. — 168 страниц.
- Сильные духом и телом / Ю. Коршак. — Л. Лениздат: 1981. — 66 с.
- Олимпийский репортаж, или Тревоги и надежды большого спорта / Юрий Коршак. — Л. Лениздат: 1988. — 221,[2] с. ил.
- Раскаленный лед / Ю.Коршак. — Лениздат: 1977